# Marco Padalino
Marco Padalino (Lugano, 8 december 1983) is een Zwitsers voormalig betaald voetballer die doorgaans speelde als middenvelder. Hij was actief van 2002 tot en met 2018. Padalino speelde in 2009 en 2010 negen interlands voor het Zwitsers voetbalelftal, waarvoor hij één keer scoorde.

## Clubcarrière
Padalino trad in het seizoen 2008/09 in dienst bij UC Sampdoria. Daarmee kwam Padalino voor het eerst uit in de Serie A, na vier seizoenen in de Serie B met Catania en Piacenza. In eigen land kwam hij eerder uit voor zijn eerste profclub FC Lugano en het daarmee in 2004 gefuseerde FC Malcantone Agno. Padalino speelde uiteindelijk elf seizoenen in Italië voor hij in 2014 terugkeerde naar Zwitserland. Hier stond hij nog vier jaar onder contract bij Lugano voor hij in april 2018 stopte met profvoetbal.

## Cluboverzicht
| Seizoen | Club               | Competitie       | Wedstrijden | Doelpunten |
| ------- | ------------------ | ---------------- | ----------- | ---------- |
| 2002/03 | FC Lugano          | Super League     | 8           | 0          |
| 2003/04 | FC Malcantone Agno | Challenge League | 10          | 0          |
| 2003/04 | Catania            | Serie B          | 4           | 1          |
| 2004/05 | Catania            | Serie B          | 29          | 1          |
| 2005/06 | Piacenza           | Serie B          | 33          | 2          |
| 2006/07 | Piacenza           | Serie B          | 26          | 1          |
| 2007/08 | Piacenza           | Serie B          | 24          | 2          |
| 2008/09 | Sampdoria          | Serie A          | 31          | 1          |
| 2009/10 | Sampdoria          | Serie A          | 20          | 2          |
| 2010/11 | Sampdoria          | Serie A          | 1           | 0          |
| 2011/12 | Sampdoria          | Serie B          | 13          | 0          |
| 2012/13 | Vicenza            | Serie B          | 30          | 0          |
| 2013/14 | Vicenza            | Lega Pro         | 22          | 1          |
| 2014/05 | FC Lugano          | Challenge League | 15          | 0          |
| 2015/16 | FC Lugano          | Super League     | 19          | 0          |
| 2016/17 | FC Lugano          | Super League     | 14          | 0          |
| 2017/18 | FC Lugano          | Super League     | 0           | 0          |

## Interlandcarrière
Nadat hij eerder vier wedstrijden voor de Zwitserse nationale selectie tot negentien jaar speelde, debuteerde Padalino op 11 februari 2009 in het Zwitsers voetbalelftal. Bondscoach Ottmar Hitzfeld nam hem een jaar later op in zijn selectie voor het WK 2010, maar daarop kwam hij vervolgens niet in actie.